# Ildefons Pauler

Hochmeisterwappen des Deutschen Ordens

Ildefons Pauler OT (* 9. November 1903 in Hirschdorf, Österreichisch Schlesien; † 9. Januar 1996 in Wien) war zwischen 1970 und 1988 der Hochmeister des Deutschen Ordens. Er gilt als Gründer und Pionier des kirchlichen Lebens in Burgwald.

## Leben
Ildefons Pauler, Taufname Alois, trat 1927 in Troppau in den Deutschen Orden ein und wurde nach dem Theologiestudium am 26. Juli 1931 in Innsbruck zum Priester geweiht. Im Zweiten Weltkrieg wurde er als Wehrmachtspfarrer eingesetzt und wurde nach Kriegsende wie viele andere schlesische Deutschordenspriester vertrieben. In Deutschland angekommen, bemühte er sich, die zerstreuten Mitbrüder zu sammeln, und gründete in Darmstadt die deutsche Brüderprovinz, zu deren erstem Prior er 1948 bestellt wurde. Gleichzeitig betreute er als Pfarrer mehrere Diasporagemeinden und baute Kirchen in Industriehof-Burgwald und Ernsthausen. 1963 zog er als Pfarrer der Deutschordenskommende Sachsenhausen nach Frankfurt. 1965 wurde auch der Provinzsitz dorthin verlegt.
Am 6. Oktober 1970 auf dem Generalkapitel in Lana (Südtirol) zum Hochmeister gewählt und 1971 in Rom benediziert, stand er dem Orden 18 Jahre lang vor. In seine Amtszeit fiel die Erneuerung der Ordensregeln nach den Richtlinien des Zweiten Vatikanischen Konzils und deren Anpassung an das neue Kirchenrecht.
Nach seinem Rücktritt 1988 lebte er zunächst in Wien, später im Alten- und Pflegeheim der Deutschordensschwestern in Bad Alexandersbad. Dort ist er auch begraben.